# Gruppo montuoso di Monte Ocre-Monte Cagno
Il Gruppo montuoso di Monte Ocre-Monte Cagno è una breve dorsale montuosa interna dell'Appennino centrale situata in Abruzzo in provincia dell'Aquila. Fa parte della catena del Sirente-Velino e ricade in parte all'interno dell'omonimo parco naturale regionale Sirente-Velino.

## Descrizione

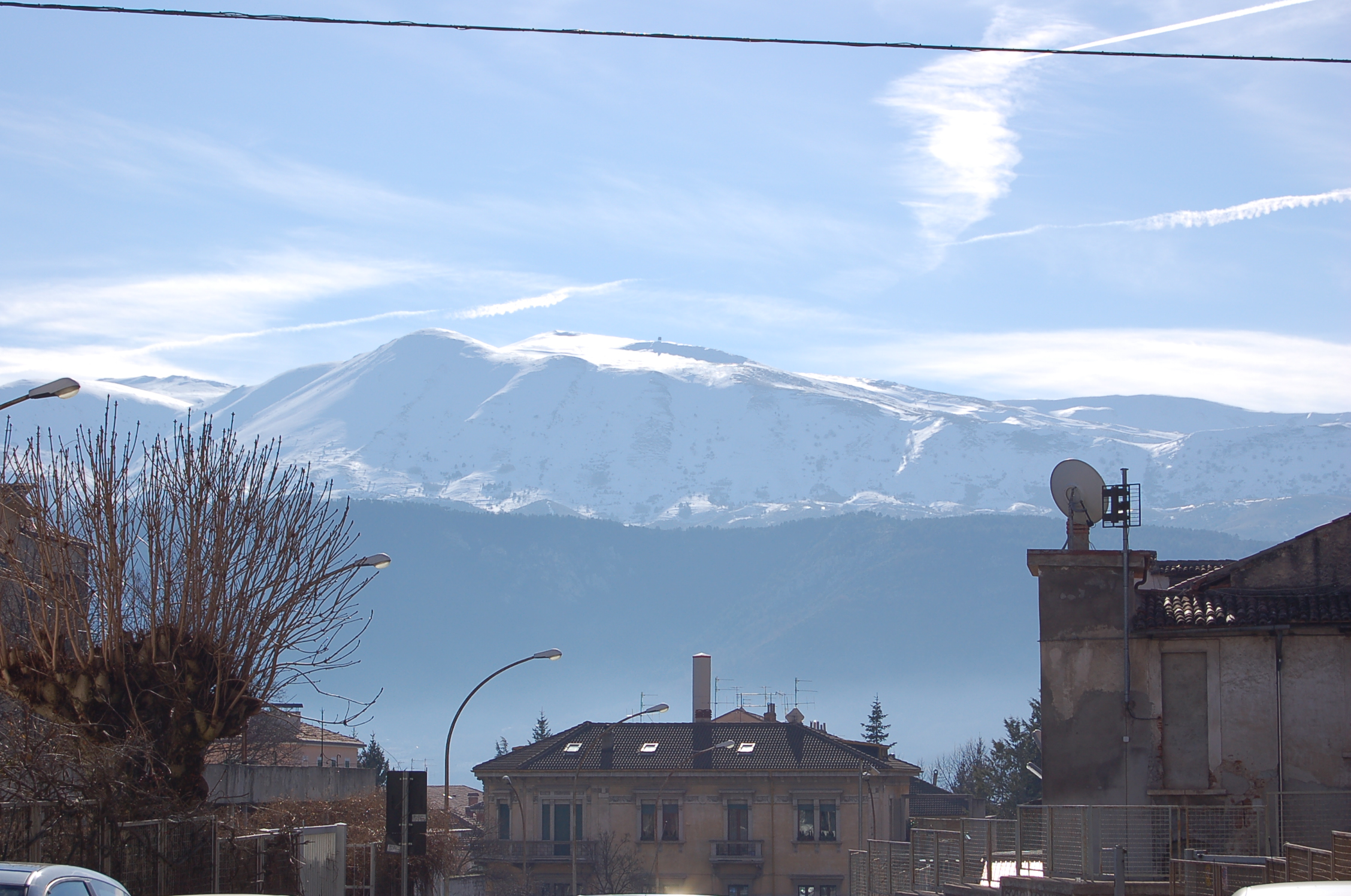
Il Gruppo innevato visto da L'Aquila

Esso è mediamente disposto da nord-ovest verso sud-est, parallelamente a molte altre dorsali appenniniche come quella limitrofa di Monte Orsello, e sovrasta la valle dell'Aterno in corrispondenza del capoluogo abruzzese L'Aquila e della parte bassa della conca aquilana. Interessa il territorio del comune dell'Aquila con le frazioni (ex comuni) di Bagno e Roio e i comuni di Lucoli, Ocre e Rocca di Cambio.
Con una lunghezza di circa 16 km ed una larghezza massima di circa 7 km, dal punto di vista geomorfologico e geografico separa la conca aquilana e la piana di Roio dalla vallata di Lucoli e la piana Campo Felice. Raggiunge la quota altimetrica più elevata con il Monte Ocre (2204 m) seguito da Monte Cagno (2156 m) posto sulla stessa cresta montuosa a sud-est, i Monti di Bagno (2077 m) e Monte Cefalone (2145 m), mentre l'intera dorsale prende origine e consta di altre cime minori come Pesco Croce (1474 m),  il Colle Cerasitto (1760 m)  e il suo gemello Monte Le Quàrtora (1783 m) in direzione nord-ovest posti nel territorio di Bagno; ai prodromi nord-occidentali è posto Monte Luco, nel territorio di Roio. La naturale prosecuzione geomorfologica verso sud-est della dorsale è di fatto il gruppo Sirente-Velino interrotto dall'altopiano delle Rocche nel mezzo e, verso l'interno, la cresta del Serralunga, Monte Rotondo e Monte Magnola. Ai piedi dei gruppo sul versante orientale sono poste la Pineta di Pesco Croce e quella del Colle Cerasitto e i cosiddetti Laghi di Bagno.
L'aspetto tipico di questa dorsale è l'essere totalmente priva di vegetazione nel versante sud-ovest e quasi del tutto spoglia anche nel versante nord-est a maggior dislivello. La cima si raggiunge abbastanza facilmente da Campo Felice e Rocca di Cambio oppure salendo progressivamente dalla vallata di Lucoli o da Roio; da essa si può godere di una panoramica completa della conca aquilana con il sottostante capoluogo abruzzese, delle vicine cime del Monte Velino, delle Montagne della Duchessa, del Monte Sirente nonché dell'intera catena del Gran Sasso d'Italia, i Monti della Laga a nord fino ai Monti Sibillini con il Monte Vettore e il Terminillo.